# Крайсгауптманшафт Бережани
Крайсгауптманшафт Бережани, Бережанське окружне староство, Бережанська округа (нім. Kreishauptmannschaft Brzeżany) — адміністративно-територіальна одиниця дистрикту Галичина Генеральної губернії з центром у Бережанах, що існувала протягом нацистської окупації України.

## Історія
1 серпня 1941 року Бережанський, Рогатинський та Підгаєцький повіти увійшли до складу дистрикту Галичина. Ймовірно, 11 серпня 1941 року з цих трьох повітів утворилося Бережанське окружне староство, яке набуло остаточного оформлення 15 вересня 1941 після реорганізації окружних староств дистрикту. Бережанською округою керував окружний староста — крайсгауптман. З 1 листопада 1941 тимчасово виконував обов'язки крайсгауптмана урядовий асесор Ганс-Адольф Асбах із Янова-Любельського, якого із 1 травня 1943 було призвано на військову службу, після чого виконував обов'язки крайсгауптмана адвокат доктор права Вернер Бекер. Все адміністративне управління на рівні округи перебувало виключно в руках німців. Українці мали право лише на посаду війта або бургомістра. Округа ділилася на повіти (нім. Bezirke), ті у свою чергу — на волості (ґміни), а останні — на сільські громади.
У Бережанах у 1941—1942 роках виходив орган української районової управи «Бережанські вісті».
1 липня 1943 було створено Бережанський міський комісаріат і Підгаєцький та Рогатинський повітові комісаріати.
Станом на 1 вересня 1943 Бережанська округа поділялася на 31 адміністративно-територіальну одиницю: чотири міста (Бережани, Козова, Підгайці, Рогатин) і 27 волостей (нім. Landgemeinde): Більшівці (Bolszowce), Божиків (Bożyków), Бережани (Brzeżany), Бодилів (Bodylów), Букачівці (Bukaczowce), Бурштин (Bursztyn), Біще (Buszcze), Голгоча (Holhocze), Горожанка (Horożanka), Кнігиничі (Knihynicze), Конюхи (Koniuchy), Конюшки (Koniuszki), Козова (Kozowa), Куряни (Kurzany), Нижня Липиця (Lipica Dolna), Нараїв (Narajów), Підгайці (Podhajce), Підкамінь (Podkamien), Потутори (Potutory), Пуків (Puków), Рогатин (Rohatyn), Семиківці (Siemikowce), Старі Скоморохи (Skomorochy Stare), Вишнівчик (Wiśniowczyk), Завалів (Zawalów), Золотники (Złotniki), Журів (Żurów).
22 липня 1944 року адміністративним центром округи оволоділи радянські війська.